# Số lượng tử từ
Số lượng tử từ là một số lượng tử mô tả các trạng thái tương tác theo phương hướng trong không gian của electron trong nguyên tử với một trường điện từ bên ngoài.
Orbital s, tương ứng với l = 0, là một hình cầu, và vì vậy nó không có những tính chất đặc biệt về hướng. Đám mây xác suất của một orbital p được sắp xếp dọc theo một trục kéo dài, ở một hướng bất kỳ trong không gian, do đó, cần đến một số lượng tử khác để phân biệt rõ ràng hướng của electron.
"Hướng trong không gian" không có ý nghĩa khi vắng mặt của một trường lực bất kỳ, có tác dụng như là một hướng gốc. Với một nguyên tử cô lập, không có sự xuất hiện của trường mở rộng, và vì vậy, sẽ không có sự phân biệt giữa các orbital có giá trị của m khác nhau.
Nếu nguyên tử được đặt vào trong một từ trường mở rộng hay một trường tĩnh điện, một hệ trục tọa độ sẽ hình thành, và các orbital có giá trị của m khác nhau sẽ tỏa ra các lớp năng lượng khác nhau. Hiệu ứng này lần đầu được phát hiện với từ trường, và đó chính là nguồn gốc của số lượng tử từ, với ký hiệu m.
Trường tĩnh điện được tạo ra khi những nguyên tử hay ion khác đến gần một nguyên tử, và là nguyên nhân của việc các mưc năng lượng của các orbital có các hướng khác nhau sẽ tẽ ra các lớp năng lượng khác nhau. Đây cũng là nguồn gốc của màu sắc trong các muối vô cơ của các nguyên tố chuyển tiếp, như màu xanh của sulfat đồng.